# دار حمامة (السدة)

تعديل مصدري - تعديل

دار حمامة محلة تابعة لقرية شيعان، التابعة لعزلة بني العثمانيين بمديرية السدة إحدى مديريات محافظة إب في الجمهورية اليمنية.، بلغ تعداد سكانها 190 حسب تعداد اليمن لعام 2004.